# NGC 1532
NGC 1532 is een balkspiraalstelsel in het sterrenbeeld Eridanus. Het hemelobject werd op 29 oktober 1826 ontdekt door de Schotse astronoom James Dunlop. Het staat dicht bij NGC 1531 en gaat interacties aan met dit sterrenstelsel.

## Synoniemen
- PGC 14638
- ESO 359-27
- MCG -5-11-2
- AM 0410-330
- AM 0410-325
- IRAS04102-3259